# Marie-Thérèse Naessens
Marie-Thérèse Naessens (Nokere, Kruishoutem, 12 de maig de 1939), va ser una ciclista belga. Va destacar tant en pista com en carretera. Va guanyar dues medalles als Campionats del món de Persecució i una més als de ruta.

## Palmarès en pista
- 1960
  -  Campiona de Bèlgica en Persecució
  -  Campiona de Bèlgica en Velocitat
- 1961
  -  Campiona de Bèlgica en Velocitat
- 1962
  -  Campiona de Bèlgica en Persecució
  -  Campiona de Bèlgica en Velocitat
- 1963
  -  Campiona de Bèlgica en Velocitat
- 1964
  -  Campiona de Bèlgica en Persecució